# Amanda Tampieri
Amanda Tampieri (Ravenna, 11 febbraio 1997) è una calciatrice italiana, di ruolo portiere.

## Carriera

### Club
Tampieri è entrata a far parte della rosa del San Zaccaria nel 2014 e ne ha fatto parte per quattro stagioni consecutive, durante le quali la società ravennate ha disputato il campionato di Serie A. Nel 2016 è stata al centro di una vicenda di doping: il 30 aprile 2016 al termine della partita vinta in trasferta sul Mozzanica, è stata trovata positiva a un controllo antidoping e successivamente sospesa in via cautelare. A metà dicembre 2016 è arrivata il verdetto definitivo del Tribunale Nazionale Antidoping con l'assoluzione della Tampieri e la revoca della sua sospensione dall'attività agonistica.
Nell'estate 2018 si è trasferita in Francia all'ASPTT Albi, società occitana che nella stagione 2018-2019 è iscritta al girone B della Division 2 Féminine, seconda serie del campionato francese femminile di calcio.
Dopo un'altra esperienza all'estero, con le svedesi del Mallbackens IF Sunne a inizio 2019, nell'estate dello stesso anno ritorna in Italia, alla Florentia S.G., in Serie A. Nella stagione successiva firma per la Sampdoria, conquistando la salvezza nella stagione 2022/2023. Nell'ultima gara decisiva contro il Pomigliano, lascia il campo per infortunio.

### Nazionale
Nel febbraio del 2024, riceve la sua prima convocazione con la nazionale maggiore italiana, guidata da Andrea Soncin, per due partite amichevoli contro l'Irlanda e la Inghilterra.

## Statistiche

### Presenze e reti nei club
Statistiche (parziali) aggiornate all'11 maggio 2025.
| Stagione                       | Squadra                        | Campionato                     | Campionato | Campionato | Coppe nazionali | Coppe nazionali | Coppe nazionali | Coppe continentali | Coppe continentali | Coppe continentali | Altre coppe | Altre coppe | Altre coppe | Totale | Totale |
| Stagione                       | Squadra                        | Comp                           | Pres       | Reti       | Comp            | Pres            | Reti            | Comp               | Pres               | Reti               | Comp        | Pres        | Reti        | Pres   | Reti   |
| ------------------------------ | ------------------------------ | ------------------------------ | ---------- | ---------- | --------------- | --------------- | --------------- | ------------------ | ------------------ | ------------------ | ----------- | ----------- | ----------- | ------ | ------ |
| 2014-2015                      | San Zaccaria                   | A                              | ?          | ?          | CI              | ?               | ?               | -                  | -                  | -                  | -           | -           | -           | ?      | ?      |
| 2015-2016                      | San Zaccaria                   | A                              | 20         | -37        | CI              | 2               | -1              | -                  | -                  | -                  | -           | -           | -           | 22     | -38    |
| 2016-2017                      | San Zaccaria                   | A                              | 13+1       | -39        | CI              | 1               | -1              | -                  | -                  | -                  | -           | -           | -           | 15     | -40    |
| 2017-2018                      | San Zaccaria                   | A                              | 3          | -7         | CI              | 3               | -7              | -                  | -                  | -                  | -           | -           | -           | 6      | -14    |
| Totale San Zaccaria            | Totale San Zaccaria            | Totale San Zaccaria            | 37+        | -83+       |                 | 6+              | -9              |                    | -                  | -                  |             | -           | -           | 43+    | -92+   |
| set.-dic. 2018                 | ASPTT Albi                     | D2                             | 3          | -5         | CF              | -               | -               | -                  | -                  | -                  | -           | -           | -           | 3      | -5     |
| 2019                           | Mallbackens IF Sunne           | E                              | 4          | -5         | CS              | -               | -               | -                  | -                  | -                  | -           | -           | -           | 4      | -5     |
| gen.-giu. 2020                 | Florentia S.G.                 | A                              | 7          | -10        | CI              | 2               | -1              | -                  | -                  | -                  | -           | -           | -           | 9      | -11    |
| 2020-2021                      | Florentia S.G.                 | A                              | 13         | -25        | CI              | 0               | 0               | -                  | -                  | -                  | -           | -           | -           | 13     | -25    |
| Totale Florentia San Gimignano | Totale Florentia San Gimignano | Totale Florentia San Gimignano | 20         | -35        |                 | 2               | -1              |                    | -                  | -                  |             | -           | -           | 22     | -36    |
| 2021-2022                      | Sampdoria                      | A                              | 15         | -22        | CI              | 0               | 0               | -                  | -                  | -                  | -           | -           | -           | 15     | -22    |
| 2022-2023                      | Sampdoria                      | A                              | 21         | -32        | CI              | 0               | 0               | -                  | -                  | -                  | -           | -           | -           | 21     | -32    |
| 2023-2024                      | Sampdoria                      | A                              | 22         | -34        | CI              | 0               | 0               | -                  | -                  | -                  | -           | -           | -           | 22     | -34    |
| 2024-2025                      | Sampdoria                      | A                              | 15         | -36        | CI              | 0               | 0               | -                  | -                  | -                  | -           | -           | -           | 15     | -36    |
| Totale Sampdoria               | Totale Sampdoria               | Totale Sampdoria               | 73         | -124       |                 | 0               | 0               |                    | -                  | -                  |             | -           | -           | 73     | -124   |
| Totale carriera                | Totale carriera                | Totale carriera                | 127+       | -250+      |                 | 8+              | -10+            |                    | -                  | -                  |             | -           | -           | 145+   | -260+  |